# Csaba Csizmadia
Csaba Csizmadia (* 30. Mai 1985 in Târgu Mureș, Rumänien) ist ein ungarischer Fußballspieler.

## Karriere
Der ungarische Nationalspieler begann seine Karriere bei der Jugendmannschaft von ASA Târgu Mureș, weiters spielte er noch bei der Jugend von Ufk 2000 Kecskemét, Kte und FC Fehérvár, wo ihm der Sprung in die erste Mannschaft gelang. Im Jänner 2007 wechselte er von FC Fehérvár zum österreichischen Erstligisten SV Mattersburg und spielt dort in der Position eines rechten Verteidigers mit der Rückennummer 26. Sein Debüt in Österreich gab der gebürtige Rumäne am 24. Februar 2007 gegen den SV Pasching. Er bekam bei seinem Debüt nach einer gelben Karten wegen Foul und einer weiteren wegen unsportlichen Verhalten die gelb-rote Karte. Im Januar 2009 wurde der Vertrag des Ungarn bei Mattersburg aufgelöst. Anfang Februar wechselte er in die italienische Serie B zu US Grosseto. Nach allerdings nur fünf Ligaspielen wechselte er zur Saison 2009/10 zum kroatischen Verein NK Slaven Belupo. Nach fünfzehn Spielen und zwei Saisontoren in der Hinrunde entschied er sich in seine Heimat Ungarn zurückzukehren, dieses Mal zu Ferencváros Budapest. Nach zwei Jahren bei Ferencváros wechselte Csizmadia in der Winterpause der Saison 2011/12 zum Zweitligisten Gyirmót SE aus Győr.

## Erfolge
- Ungarischer Cupsieger 2006 (FC Fehérvár)